# Synamphisopus ambiguus
Synamphisopus ambiguus är en kräftdjursart som först beskrevs av John Wilson Sheard 1936.  Synamphisopus ambiguus ingår i släktet Synamphisopus och familjen Phreatoicopsidae. Inga underarter finns listade i Catalogue of Life.